# 厦门大学校友列表
厦门大學校友列表含曾經就讀的畢業校友、肄業校友和曾任教職的教授學者等校友。
- 林惠祥：厦门大学毕业生编号第一号，中国人类学的奠基人之一，厦门大学人类博物馆首任馆长。
- 高師謙，超级人瑞
- 陈景润，数学家。
- 谢希德，物理学家，原复旦大学校长，中国半导体物理学和表面物理学创始人之一。
- 柯召，数学家。
- 洪永淼，经济学家，美国康奈尔大学经济系和统计系教授。
- 葛文勋，物理学电子学家，美国凱斯西儲大學电机与生物医学工程教授，国际传感器专家。
- 苏林翘，物理学电子学家，美国佐治亚理工学院特级教授，国际电网理论专家。
- 何宜慈，实业家、电子学家，台湾新竹科学工业园区创办人、新竹科学工业园区管理局首任局长。
- 曾呈奎，海洋生物学家，中国海洋科学的主要开拓者之一。
- 傅衣凌，经济史学家。
- 邓从豪，物理化学家，原山东大学校长。
- 张高丽，第十八屆中央政治局常務委員（排名第七），中華人民共和國國務院副總理。
- 吴亮平，理论家，革命家。
- 卢嘉锡，原中国科学院院长，全国人大常委会副委员长。
- 张克辉，台盟中央主席，全国政协副主席，云水谣的剧本作者。
- 黄克立，香港社会活动家，实业家。
- 黃保欣，香港人士，大紫荆勋章获得者，香港联侨企业、亚洲电视主席。
- 北村，当代先锋派作家。
- 刘再复，曾任中国社会科学院文学研究院所所长。
- 余光中，台湾诗人、散文家。
- 尹鏡巖，台灣農業經濟、糧食管理專家。
- 曹遇卿，台灣農業經濟、糧食管理專家。
- 陈梧桐，历史学家，原中央民族大学历史系主任
- 陈文华，农业考古学家
- 葛家澍，会计学家。
- 余绪缨，会计学家。
- 钱伯海，統計学家。
- 黃良文，統計学家。
- 邓子基，财政学家。
- 张亦春，金融学家。
- 王洛林，经济学家，曾任厦大书记，中国社科院书记，中央委员，高层智囊。
- 朱梦楠，国际金融学家。
- 林宝清，保险学家。
- 李礼辉，中国银行行长、党委副书记。
- 董文标，民生银行行长、董事长。
- 李小加，香港交易所行政總裁，1984年畢業於廈門大學外文學院英語專業。
- 万建华，国泰君安证券董事长。
- 王开国，海通证券董事长。
- 沈丹阳，海南省委副书记、省长。
- 朱之文，复旦大学党委书记，教育部副部长。
- 赵丹阳，赤子之心资产管理有限公司投资总监，被称为中国的“私募教父”。
- 田昭武，中國電化學家。
- 田中群，中国物理化学家。
- 林峯：香港歌影視藝人。
- 上官世盘：中共解放军少将军衔，原中国卫星测控中心副司令员。1958年厦门大学物理系毕业。
- 韩国磐：1945年毕业于厦门大学历史学系。
- 楊錦麟：香港衛視執行台長。
- 許又聲：國務院僑務辦公室主任。
- 董振超：中國科學技術大學國家實驗室單分子科學團隊董振超研究小組負責人。
- 李曙峰：普衡律師事務所全球合夥人兼大中華區主席。
- 陈伦：中共吉林省委常委、省纪委书记，福建省十二屆人大常委會副主任。
- 何立峰：第二十届中央政治局委员、国务院副总理。
- 郑栅洁：中华人民共和国国家发展和改革委员会主任。
- 刘昆：中华人民共和国财政部部长。
- 龚正：上海市人民政府市长。
- 王莉霞：内蒙古自治区人民政府主席。
- 魏小东：北京市政协主席。
- 王江 (1963年)：现任中央金融委员会办公室分管日常工作的副主任、中央金融工作委员会分管日常工作的副书记。
- 裴金佳：中华人民共和国退役军人事务部部长。
- 靳磊：现任中共四川省委常委
- 王陸進：现任中国共产党河北省副书记
- 凌雲 (1964年)：曾任合肥市市长、中共黄山市委书记等职务
- 王道树：现任國家稅務總局副局長
- 曲獻平：台灣男演員。
- 生柳榮：現任中國建設銀行首席財務官，建信基金党委书记、董事长
- 李进西：现任厦门国家会计学院党委委员、副院长
- 潘大福：现任贵州省地质矿产局党委书记、局长，兼机关党委书记
- 王锡章：现任福建省公安厅党委委员，福州市人民政府党组成员、副市长，市公安局党委书记、局长、督察长